# Giro dell'Emilia 1986
Il Giro dell'Emilia 1986, sessantanovesima edizione della corsa, si svolse il 4 ottobre 1986 su un percorso di 232,7 km. La vittoria fu appannaggio dello svizzero Hubert Seiz, che completò il percorso in 5h41'12", precedendo il norvegese Dag Erik Pedersen e l'italiano Pierino Gavazzi.

## Ordine d'arrivo (Top 10)
| Pos. | Corridore                | Squadra               | Tempo    |
| ---- | ------------------------ | --------------------- | -------- |
| 1    | Hubert Seiz              | Sup. Brianzoli-Essebi | 5h41'12" |
| 2    | Dag Erik Pedersen        | Ariostea Gres         | a 11"    |
| 3    | Pierino Gavazzi          | Atala-Ofmega          | s.t.     |
| 4    | Palmiro Masciarelli      | Gis Gelati-Oece       | s.t.     |
| 5    | Gianbattista Baronchelli | Del Tongo-Colnago     | s.t.     |
| 6    | Marino Amadori           | Ecoflam-Alfa Lum      | s.t.     |
| 7    | Davide Cassani           | Carrera Vagabond      | s.t.     |
| 8    | Gianni Bugno             | Atala-Ofmega          | s.t.     |
| 9    | Per Christiansson        | Atala-Ofmega          | s.t.     |
| 10   | Urs Zimmermann           | Carrera Vagabond      | s.t.     |